# محمد أمين البغدادي
محمد أمين بن علي بن محمد سعيد السويدي العباسي البغدادي ويكنى أبو الفوز (1246 ه‍ - 1830 م)، باحث من علماء العراق، نسابة، متكلم. من عائلة «السويدي» العباسيين في بغداد، يعد أحد كبار الكتبة في بغداد، أصله من سامراء، انتقل إلى بغداد وعرف بين أكابر علمائها.

## وفاته
تٌوفي في بريدة وهو عائدا من الحج سنة 1246 ه‍ وقيل سنة 1244 ه‍.

## مؤلفاته
- سبائك الذهب في معرفة قبائل العرب.[2] وقد ذكر البغدادي أن كتابه هذا : "ماهو إلا مجرد تنسيق لكتاب نهاية الأرب في معرفة أنساب العرب لمؤلفه القلقشندي، وقد حذف منه البغدادي شيئاً يسيراً وزاد عليه كلاماً كثيراً".[7]
- قلائد الدرر في شرح رسالة ابن حجر.
- الجواهر واليواقيت في معرفة القبلة والمواقيت.
- قلائد الفرائد.
- الصارم الحديد.
- سلاسل الحديد في تقييد ابن أبي الحديد ليوسف بن أحمد البحراني، انتصر السويدي فيه لابن أبي الحديد.[8]